# Skutky apoštolů

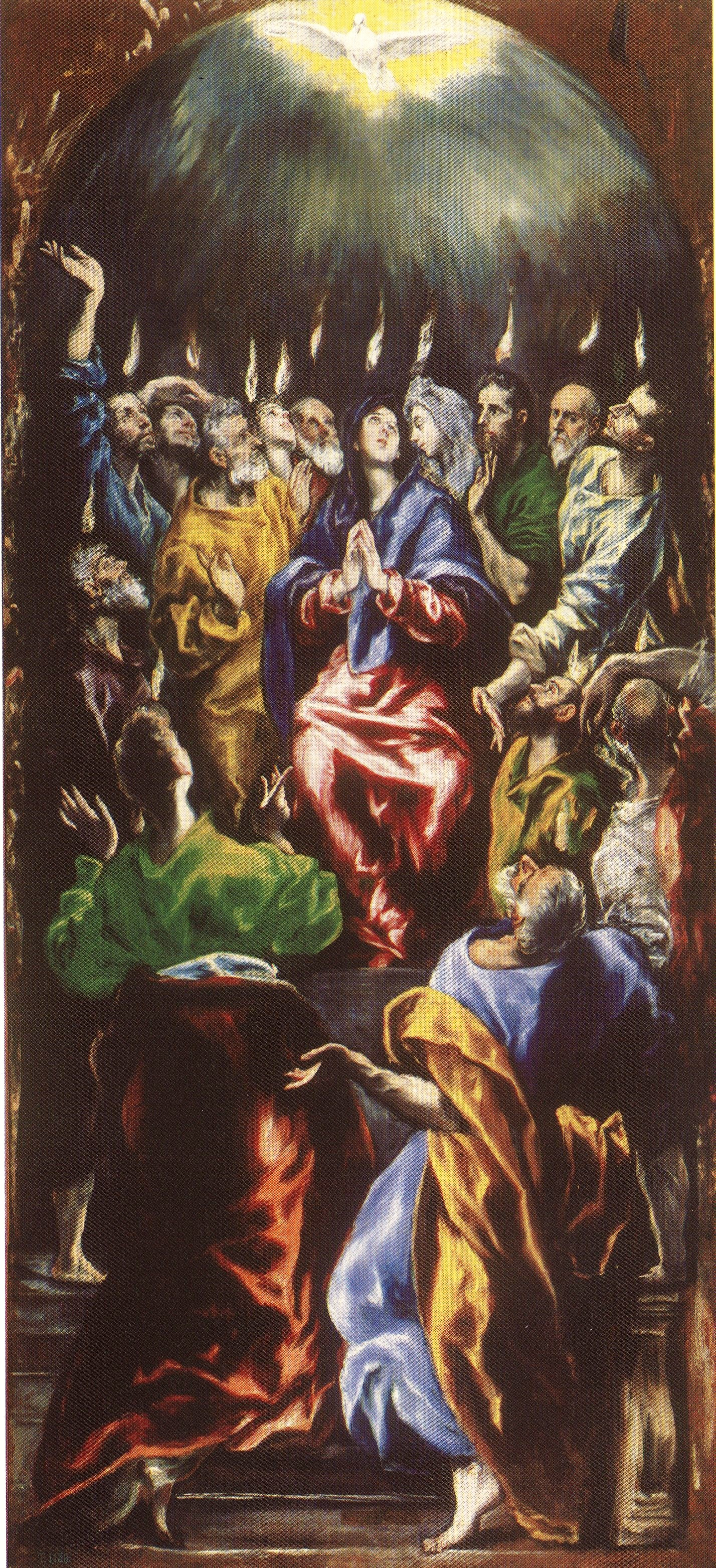
El Greco: Seslání Ducha sv. Kolem 1610

Skutky apoštolů (zkratka Sk) je pátá kniha Nového zákona, která popisuje období vzniku a šíření prvotní křesťanské církve, zejména činnost apoštolů Petra a Pavla ve 30. a 40. letech 1. století.

## Charakteristika knihy
Kniha začíná věnováním Teofilovi, podobně jako Evangelium podle Lukáše, k němuž se autor výslovně hlásí.
- První část knihy (Sk 1–7) se odehrává v Jeruzalémě a líčí Ježíšovo nanebevstoupení, seslání Ducha svatého a vystoupení Štěpánovo.
- Druhá část (Sk 8–12) popisuje činnost apoštola Petra v Samaří, Cesareji a Antiochii.
- Další části popisují působení apoštola Pavla, a to jeho první (Sk 13–14), druhou (Sk 15–18) a třetí misijní cestu (Sk 19 – 21,26). Sk 15,1–35 líčí apoštolský koncil v Jeruzalémě.
- Poslední část knihy líčí Pavlovo zatčení v Jeruzalémě (Sk 21–23), soudní řízení v Cesareji (Sk 24–26) a konečně cestu do Říma (Sk 27–28).

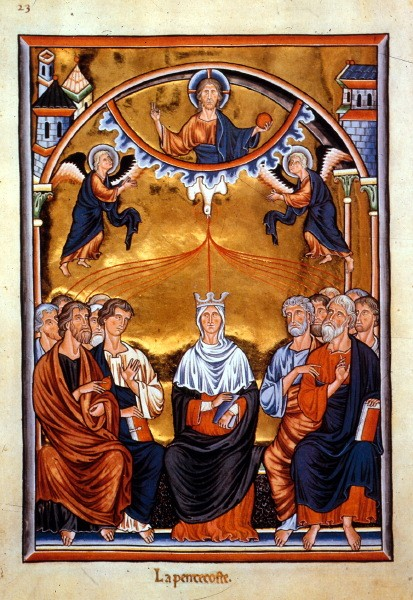
Seslání Ducha sv. Ingeborg psalter, kolem 1200

Kniha obsahuje velký počet rozsáhlejších přímých řečí, které jsou ale pravděpodobně dílem autorovým, a některé části kapitol 16, 20, 21 a 27–28 jsou psány v první osobě množného čísla. Jedna skupina řeckých rukopisů obsahuje text knihy Skutků s poměrně významnými odchylkami v několika verších, tzv. západní text, který se však většinou pokládá za mladší. V názorech na jednotnost knihy se odborníci neshodují, shodují se však většinou v tom, že Skutky vznikly až po Evangeliu Lukášově, že obě napsal tentýž autor, který Pavlovy listy sice nečetl, jeho učení však znal.

## Vznik a autorství
Název Skutky apoštolů se poprvé objevuje u Irenea (před rokem 200) a knihu uvádějí všechny seznamy Nového zákona, počínaje zlomkem Muratoriho. Nejstarší zachovaný zlomek knihy Skutků (papyrus P 48) je ze 3. století.

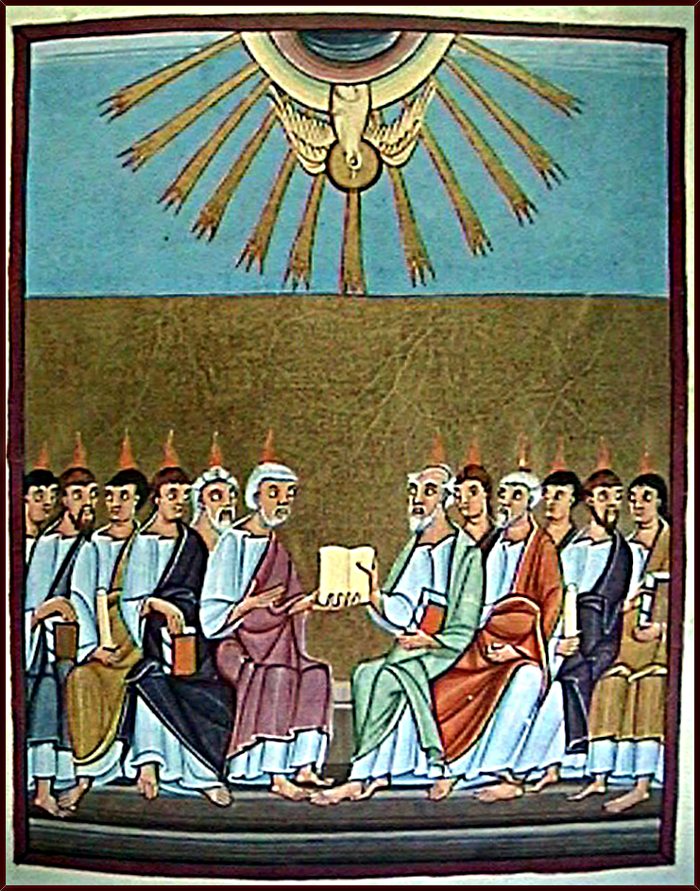
Seslání Ducha sv. Bamberská Apokalypsa

Starší tradice předpokládala, že kniha vznikla bezprostředně po událostech, které popisuje, tj. někdy kolem roku 65, a že ji napsal Lukáš, lékař a spolupracovník Pavlův, o němž se zmiňuje v Kol 4, 14 (Kral, ČEP) (list Koloským) aj. Protože je však závislá na Lukášově evangeliu, které patrně vzniklo až po zboření chrámu roku 70, protože se její líčení řady událostí neshoduje s líčením Pavlovým v jeho listech, kloní se moderní autoři spíše k pozdějšímu datu, někdy v letech 70 – 90.
Pro ztotožnění autora L a Sk s Lukášem z Ko 4,14 hovoří, že autor používá několik odborných lékařských termínů a snad i to, že v některých pasážích užívá autorský plurál. Proti tomu hovoří naukové rozdíly mezi Sk a Pavlem, odlišné líčení některých důležitých událostí i legendární líčení Pavlových činů na cestách. Autor nicméně nikdy Pavla neoznačuje jako apoštola.